# Antanimena
Antanimena is een plaats en commune in het zuiden van Madagaskar, behorend tot het district Toliara II, dat gelegen is in de regio Atsimo-Andrefana. Tijdens een volkstelling in 2001 telde de plaats 3.588 inwoners.
De plaats biedt naast lager onderwijs ook middelbaar onderwijs aan. 50 % van de bevolking werkt als landbouwer, 42 % houdt zich bezig met veeteelt en 2 % verdient zijn brood als visser. De belangrijkste landbouwproducten zijn zoete aardappelen en cowpeas; andere belangrijke producten zijn erwten en mais. Verder is 6 % actief in de dienstensector.
- Nationale Bibliotheek van Israël: 987007477967805171
- Virtual International Authority File: 156126045